# Swing When You’re Winning
Swing When You’re Winning ist ein Coveralbum im Swing-Genre von Robbie Williams. Es erschien im November 2001 und ist das vierte Soloalbum von Williams.

## Titelliste
| Track | Titel                                                            | Autoren                                     | Länge (in Minuten) |
| ----- | ---------------------------------------------------------------- | ------------------------------------------- | ------------------ |
| 01    | I Will Talk and Hollywood Will Listen                            | Guy Chambers, Robbie Williams               | 3:17               |
| 02    | Mack the Knife                                                   | Marc Blitzstein, Bertolt Brecht, Kurt Weill | 3:18               |
| 03    | Somethin’ Stupid (mit Nicole Kidman)                             | Carson Parks                                | 2:50               |
| 04    | Do Nothin’ Till You Hear from Me                                 | Duke Ellington, Bob Russell                 | 2:58               |
| 05    | It Was a Very Good Year (mit Frank Sinatra)                      | Ervin Drake                                 | 4:28               |
| 06    | Straighten Up and Fly Right                                      | Nat King Cole, Irving Mills                 | 2:36               |
| 07    | Well, Did You Evah! (mit Jon Lovitz)                             | Cole Porter                                 | 3:50               |
| 08    | Mr. Bojangles                                                    | Jerry Jeff Walker                           | 3:17               |
| 09    | One for My Baby                                                  | Harold Arlen, Johnny Mercer                 | 4:17               |
| 10    | Things (mit Jane Horrocks)                                       | Bobby Darin                                 | 3:22               |
| 11    | Ain’t that a Kick in the Head?                                   | Sammy Cahn, Jimmy Van Heusen                | 2:27               |
| 12    | They Can’t Take That Away from Me (mit Rupert Everett)           | George Gershwin, Ira Gershwin               | 3:07               |
| 13    | Have You Met Miss Jones?                                         | Richard Rodgers, Lorenz Hart                | 2:34               |
| 14    | Me and My Shadow (mit Jonathan Wilkes)                           | Dave Dreyer, Al Jolson, Billy Rose          | 3:16               |
| 15    | Beyond the Sea                                                   | Jack Lawrence, Charles Trenet               | 4:30               |
| 16    | Hidden Track mit Outtakes (folgt auf „Beyond the Sea“ bei 25:24) | –                                           | 2:50               |

## Singleauskopplungen
Somethin’ Stupid, ein Duett mit Nicole Kidman, war die erste Single-Veröffentlichung des Albums. Die Coverversion des Hits von Frank und Nancy Sinatra wurde in Großbritannien mit circa 100.000 verkauften Platten in der ersten Woche der fünfte Nummer-eins-Hit von Williams sowie ein Weihnachts-Nummer-eins-Hit. Außerdem war das Lied auch in Argentinien, Neuseeland und Litauen erfolgreich und erreichte Top-10-Platzierungen in vielen europäischen Ländern. Alleine in Großbritannien wurden über 200.000 Tonträger verkauft.
Eine weitere Auskopplung aus diesem Album war die Doppel-A-Seite Mr. Bojangles/I Will Talk and Hollywood Will Listen. Allerdings wurde sie nur in Mittel- und Osteuropa veröffentlicht. Mack the Knife wurde ausschließlich als Radio-Single in Mexiko veröffentlicht.
Robbie Williams nahm für dieses Album eine Version von It Was a Very Good Year auf, in der er ein Duett mit der Originalstimme von Frank Sinatra singt. Sinatra war drei Jahre zuvor gestorben.

## Kommerzieller Erfolg

### Chartplatzierungen
| ChartsChartplatzierungen     | Höchstplatzierung | Wochen |
| ---------------------------- | ----------------- | ------ |
| Deutschland (GfK)            | 1 (82 Wo.)        | 82     |
| Österreich (Ö3)              | 1 (49 Wo.)        | 49     |
| Schweiz (IFPI)               | 1 (29 Wo.)        | 29     |
| Vereinigtes Königreich (OCC) | 1 (85 Wo.)        | 85     |

| ChartsJahrescharts (2001) | Platzierung |
| ------------------------- | ----------- |
| Deutschland (GfK)         | 17          |
| Österreich (Ö3)           | 2           |
| Schweiz (IFPI)            | 21          |

| ChartsJahrescharts (2002) | Platzierung |
| ------------------------- | ----------- |
| Deutschland (GfK)         | 94          |
| Österreich (Ö3)           | 1           |
| Schweiz (IFPI)            | 8           |

| ChartsJahrescharts (2003) | Platzierung |
| ------------------------- | ----------- |
| Deutschland (GfK)         | 56          |

### Auszeichnungen für Musikverkäufe
| Land/Region                  | Auszeichnungen für Musikverkäufe (Land/Region, Auszeichnung, Verkäufe) | Verkäufe    |
| ---------------------------- | ---------------------------------------------------------------------- | ----------- |
| Argentinien (CAPIF)          | 3× Platin                                                              | 120.000     |
| Australien (ARIA)            | 4× Platin                                                              | 280.000     |
| Belgien (BRMA)               | Gold                                                                   | (25.000)    |
| Dänemark (IFPI)              | Platin                                                                 | (50.000)    |
| Deutschland (BVMI)           | 5× Platin                                                              | (1.500.000) |
| Europa (IFPI)                | 6× Platin                                                              | (6.000.000) |
| Frankreich (SNEP)            | Gold                                                                   | (100.000)   |
| Griechenland (IFPI)          | Gold                                                                   | (15.000)    |
| Kanada (MC)                  | Gold                                                                   | 50.000      |
| Neuseeland (RMNZ)            | 8× Platin                                                              | 120.000     |
| Niederlande (NVPI)           | 2× Platin                                                              | (160.000)   |
| Österreich (IFPI)            | 4× Platin                                                              | (160.000)   |
| Polen (ZPAV)                 | Gold                                                                   | (50.000)    |
| Schweden (IFPI)              | Platin                                                                 | (60.000)    |
| Schweiz (IFPI)               | 3× Platin                                                              | (120.000)   |
| Spanien (Promusicae)         | Platin                                                                 | (100.000)   |
| Ungarn (MAHASZ)              | Gold                                                                   | (10.000)    |
| Vereinigtes Königreich (BPI) | 8× Platin                                                              | (2.430.000) |
| Insgesamt                    | 6× Gold · 48× Platin ·                                                 | 6.570.000   |

Hauptartikel: Robbie Williams/Auszeichnungen für Musikverkäufe